# Angela McRobbie
Angela McRobbie (Reino Unido, 1951) é uma escritora feminista britânica. A pesquisa acadêmica de McRobbie se estende por quase quatro décadas, influenciada pelo trabalho de Stuart Hall e desenvolvida a partir das tradições teóricas do feminismo e do marxismo. Ela é autora de muitos livros e artigos acadêmicos sobre cultura popular, gênero e sexualidade, indústria da moda, feminismo e a ascensão do neoliberalismo.
Seu livro mais famoso, The Aftermath of Feminism (2008, edição alemã publicada em 2010), se baseia em Foucault para decifrar as várias tecnologias que são direcionadas para as mulheres jovens. Seu livro mais recente, Be Creative? Making a Living in the New Culture Industries, foi publicado em 2016 pela Polity Press.
McRobbie também atuou em conselhos editoriais acadêmicos para vários jornais, incluindo o Journal of Cultural Economy, Journal of Consumer Culture e The Communication Review. Ela contribui regularmente para a BBC Radio 4 e tem escrito para openDemocracy e The Guardian.

## Biografia
McRobbie fez graduação na Universidade de Glasgow, Escócia, seguida por uma pós-graduação no Centro de Estudos Culturais Contemporâneos da Universidade de Birmingham. Ela lecionou em Londres, na Universidade de Loughborough, antes de se mudar para Goldsmiths College em 1986, onde se tornou professora.

## Carreira

### 1970-1990: Início
McRobbie iniciou suas pesquisas em 1974 em Birmingham, com interesse em gênero, cultura popular e sexualidade. Sua tese na revista Jackie explorou as ideologias do patriarcado da classe trabalhadora voltadas para o gênero neutro. Ela mais tarde descreveu sua tese, que se concentrava em um modelo simplista de absorção de ideologia pelos leitores, como "uma espécie de reflexão tardia fraca" e uma "imersão na política feminista e radical de esquerda". McRobbie afirma que o marxismo e a psicanálise teriam fornecido um conjunto muito mais amplo de possibilidades para entender a sexualidade, o desejo e o prazer, em particular, o texto de Althusser abriu um mundo inteiro para a mídia e a análise cultural da ideologia. Esses ensaios anteriores podem ser encontrados em Feminism and Youth Culture (1991).
Em 1980, McRobbie publicou o artigo Settling Accounts with Subculture. A Feminist Critique, no qual ela criticou o trabalho de Dick Hebdige, Subculture: The Meaning of Style (1979), por sua ausência de subculturas femininas. Ela argumentou que, para compreender as construções sobre subculturas juvenis, era importante considerar a esfera privada tanto quanto a cena pública, pois na época o acesso à mobilidade e aos espaços públicos era mais restrito para meninas do que para meninos. McRobbie também criticou Learning to Labor, de Paul Willis, por motivos semelhantes.
Em meados da década de 1980, McRobbie se interessou por debates sobre decodificação e análise de imagens, estereótipos e propagandas excessivamente sexualizadas na mídia. Ela começou a examinar mudanças surpreendentes em revistas femininas como Just Seventeen, ao minimizar o casamento e, em vez disso, enfatizar o autocuidado e a autoconfiança feminina.
Nessa época, ela também examinou a importância da dança nas culturas juvenis femininas e analisou o desenvolvimento da economia informal dos mercados de segunda mão, que ela escreveu em sua coleção Zoot Suits and Second-hand Dress (1989).

### 1990–2000: Pós-modernismo e criticas
Em 1993, McRobbie publicou o ensaio Shut Up and Dance: Youth Culture and Changing Modes of Feminity, onde analisava os paradoxos das identificações de mulheres jovens com o feminismo. Seus outros trabalhos incluem Postmodernism and Popular Culture (1994), British Fashion Design (1998) e Culture Society: Art, Fashion and Popular Music (1999) em que discute sobre o pós-modernismo na cultura, através do desenvolvimento de práticas artísticas e culturais na sociedade de consumo contemporânea, e a estetização da vida na Grã-Bretanha.
McRobbie também acreditava que a indústria de revistas pode ser vista como um local-chave de transferência de conhecimento, especialmente porque a indústria atraiu e influenciou graduados.
Em meados da década de 1990, descreveu criticas ao feminismo, quando opositores à igualdade de gênero e à visibilidade das mulheres em posições de poder culparam o feminismo pelo aumento das taxas de divórcio, crises na masculinidade e a "feminização nas escolas". McRobbie descreve isso como um processo inexorável de "desfazer o feminismo", onde as mulheres que se identificavam com o movimento passaram a ser desprezadas ou ridicularizadas.

### 2000: Terceira onda e livros
McRobbie editou Without Guarantees: In Honor of Stuart Hall com Paul Gilroy e Lawrence Grossberg em 2000, seguido por The Uses of Cultural Studies (2005), que foi traduzido para chinês. Seu texto se baseia nos principais escritos de teóricos como Judith Butler, Stuart Hall e Paul Gilroy.
Seu ensaio Clubs to Companies: Notes on the Decline of Political Culture in Speeded Up Creative Worlds, publicado em 2002, é uma avaliação das transformações pelas quais as indústrias do Reino Unido passaram e as consequências que elas tiveram no trabalho criativo. McRobbie postula que a aceleração das indústrias anexaram um modo de trabalho neoliberal a empreendimentos anteriormente criativos.
Em novembro de 2008, McRobbie publicou The Aftermath of Feminism: Gender, Culture and Social Change, refletindo sobre o que ela via anteriormente como uma "declaração excessivamente otimista" de sucesso feminista. Ela descreve a escrita do livro como "apoiando-se em pesquisas empíricas contemporâneas... eu estava meio que filtrando, relendo, ou estava desenhando um campo inteiro de 20 anos de pesquisa".
No livro, ela examina diversos fenômenos socioculturais incorporados na vida das mulheres contemporâneas, como moda, distúrbios alimentares, ansiedade e etc. Ela argumenta contra propor que o feminismo não é mais necessário, analisa a desarticulação realizada e subsumida por um discurso aparentemente mais popular de escolha.
Na primeira parte do livro, McRobbie se engaja com o discurso dominante europeu ao conectar o mainstream de gênero com a governamentalidade do Reino Unido. Na segunda parte, ela examina criticamente o feminismo da terceira onda, seguida pela parte final, onde ela se envolve com o trabalho de Rosi Braidotti e Judith Butler para perguntar como as mulheres jovens se articulam em um espaço de inventividade.
Um dos argumentos centrais desenvolvidos no livro analisa as mulheres jovens em uma sociedade pós-feminista que se envolve com um "novo contrato sexual". Para se tornarem iguais e visíveis, as jovens aproveitam a oportunidade de estudar, obter qualificação e trabalhar,  mas em troca exploram sua sexualidade e participam da cultura de consumo, onde o limiar do poder e da autoridade foi substituído pelo complexo de moda e beleza. Nesse contexto, a menina não é mais vista como sujeito disciplinar no sentido foucaultiano. McRobbie argumenta que as meninas são cuidadosamente reguladas por uma nova economia global depois de serem interpeladas em posições que lhes proporcionam capacidades ilimitadas. Ela acredita ainda que, embora promova a liberdade de gênero, o novo contrato sexual, em última análise, garante uma "cidadania feminina" que beneficia a cultura de consumo em um mercado de trabalho capitalista e, em última análise, contribui para o que a estudiosa feminista pós-colonial Chandra Mohanty chama de "recolonização da cultura e das identidades".
Atualmente, McRobbie continua sua pesquisa além do pós-feminismo.

## Honras
Em julho de 2017, McRobbie foi eleita Membra da Academia Britânica (FBA), a academia nacional do Reino Unido para as ciências humanas e sociais.

### Livros
- McRobbie, Angela (1978). 'Jackie': an ideology of adolescent femininity. Birmingham: Birmingham: Centre for Contemporary Cultural Studies (CCCS Stencilled Papers), University of Birmingham. ISBN 9780704405004
- McRobbie, Angela (1988). Zoot suits and second-hand dresses: an anthology of fashion and music. Boston: Unwin Hyman. ISBN 9780044452379
- McRobbie, Angela (1991). Feminism and youth culture: from 'Jackie' to 'Just seventeen'. Houndmills, Basingstoke, Hampshire: Macmillan. ISBN 9780333452639
- McRobbie, Angela (1994). Postmodernism and popular culture. London New York: Routledge. ISBN 9780415077132
- McRobbie, Angela (1999). In the culture society: art, fashion and popular music. London New York: Routledge. ISBN 9780415137508
- McRobbie, Angela (2000) [1991]. Feminism and youth culture 2nd ed. Houndmills, Basingstoke, Hampshire: Macmillan Press. ISBN 9780333770320
- McRobbie, Angela; Grossberg, Lawrence; Gilroy, Paul (2000). Without guarantees: in honour of Stuart Hall. London: Verso. ISBN 9781859842874
- McRobbie, Angela (2005). The uses of cultural studies a textbook. London Thousand Oaks, California: SAGE. ISBN 9781412908450
- McRobbie, Angela (2009). The aftermath of feminism: gender, culture and social change. Los Angeles London: SAGE. ISBN 9780761970620
- McRobbie, Angela (2014). Be creative making a living in the new culture industries. Cambridge, UK, Malden, MA: Polity Press. ISBN 9780745661940

### Capítulos em livros
- McRobbie, Angela; Garber, Jenny (2000) [1978], «Girls and subcultures», in:  McRobbie, Angela, Feminism and youth culture, ISBN 9780333770320 2 ed. , Houndmills, Basingstoke, Hampshire: Macmillan Press, pp. 12–25

- McRobbie, Angela (2000) [1991]. «Settling accounts with subcultures: a feminist critique». In:  McRobbie. Feminism and youth culture 2 ed. Houndmills, Basingstoke, Hampshire: Macmillan Press. pp. 26–43. ISBN 9780333770320
- McRobbie, Angela (2000) [1991]. «The culture of working-class girls». In:  McRobbie. Feminism and youth culture 2 ed. Houndmills, Basingstoke, Hampshire: Macmillan Press. pp. 44–66. ISBN 978-0-333770320
- McRobbie, Angela (2000) [1991]. «Jackie magazine: romantic individualism and the teenage girl». In:  McRobbie. Feminism and youth culture 2 ed. Houndmills, Basingstoke, Hampshire: Macmillan Press. pp. 67–117. ISBN 9780333770320
- McRobbie, Angela (2000) [1991]. «The politics of feminist research: between talk, text and action». In:  McRobbie. Feminism and youth culture 2 ed. [S.l.]: Macmillan. pp. 118–136. ISBN 9780333770320
- McRobbie, Angela; Firth, Simon (2000) [1978]. «Rock and sexuality». In:  McRobbie. Feminism and youth culture 2 ed. Houndmills, Basingstoke, Hampshire: Macmillan Press. pp. 137–158. ISBN 978-0-333770320
- McRobbie, Angela (2000) [1991]. «Teenage mothers: a new social state?». In:  McRobbie. Feminism and youth culture 2 ed. Houndmills, Basingstoke, Hampshire: Macmillan Press. pp. 159–179. ISBN 978-0-333770320
- McRobbie, Angela; Thornton, Sarah L. (2000) [1991]. «Rethinking 'moral panic' for multi-mediated social worlds». In:  McRobbie. Feminism and youth culture 2 ed. Houndmills, Basingstoke, Hampshire: Macmillan Press. pp. 180–197. ISBN 978-0-333770320
- McRobbie, Angela (2000) [1991]. «Sweet smell of success? New ways of being young women». In:  McRobbie. Feminism and youth culture 2 ed. Houndmills, Basingstoke, Hampshire: Macmillan Press. pp. 198–214. ISBN 978-0-333770320
- McRobbie, Angela (2004). «Notes on postfeminism and popular culture: Bridget Jones and the new gender regime». In:  Harris. All about the girl: culture, power, and identity. New York: Routledge. pp. 3–14. ISBN 978-0-415947008
- McRobbie, Angela (2013) [1978]. «Working class girls and the culture of femininity». In:  Centre for Contemporary Cultural Studies. Women take issue: aspects of women's subordination. Hoboken: Taylor and Francis. pp. 96–108. ISBN 978-1-135032067

### Artigos de jornal
- Artigos do Open Democracy.
- Artigos do The Guardian
- McRobbie, Angela (Junho de 1986). «Postmodernism and popular culture». Sage Publishing. Journal of Communication Inquiry. 10 (2): 108–116. doi:10.1177/019685998601000209
- McRobbie, Angela (1993). «Shut up and dance: youth culture and changing modes of femininity». Taylor and Francis. Cultural Studies. 7 (3): 406–426. doi:10.1080/09502389300490281
- McRobbie, Angela; Thornton, Sarah L. (dezembro de 1995). «Rethinking 'moral panic' for multi-mediated social worlds». The London School of Economics and Political Science. The British Journal of Sociology. 46 (4): 559–574. JSTOR 591571. doi:10.2307/591571
- McRobbie, Angela (1996). «The writing of Adam Phillips». Lawrence and Wishart. Soundings. 3
- McRobbie, Angela (2002). «Clubs to Companies Notes on The Decline of The Political Culture in Speeded Up Creative Worlds». Taylor and Francis. Cultural Studies. 16 (4): 516–531. doi:10.1080/09502380210139098
- McRobbie, Angela (2004). «Feminism and the socialist tradition... undone? A response to recent work by Judith Butler». Taylor and Francis. Cultural Studies. 18 (4): 503–522. doi:10.1080/0950238042000232226
- McRobbie, Angela (2004). «Post-feminism and popular culture». Taylor and Francis. Feminist Media Studies. 4 (3): 255–264. doi:10.1080/1468077042000309937
- McRobbie, Angela (2007). «Top girls? Young women and the post-feminist sexual contract». Taylor and Francis. Cultural Studies. 21 (4–5): 718–737. doi:10.1080/09502380701279044
- McRobbie, Angela (2008). «Young women and consumer culture: an intervention» (PDF). Taylor and Francis. Cultural Studies. 22 (5): 531–550. doi:10.1080/09502380802245803
- McRobbie, Angela (2008). «Pornographic permutations» (PDF). TandF. The Communication Review. 11 (3): 225–236. doi:10.1080/10714420802306676

- McRobbie, Angela (2011). «Introduction: queer adventures in cultural studies». Taylor and Francis. Cultural Studies. 25 (2): 139–146. doi:10.1080/09502386.2011.535982
- McRobbie, Angela (2013). «Angela McRobbie interviews herself: How did it happen, how did I get there?». Taylor and Francis. Cultural Studies. 27 (5): 828–832. doi:10.1080/09502386.2013.773677